# Karel Hruza
Karel Jan Hruza (* 4. Juni 1961 in Aš, Okres Cheb, Tschechoslowakei) ist ein tschechisch-deutscher Historiker.

## Leben
Nach der Niederschlagung der Reformbewegung (Prager Frühling) 1968 floh Karel Hruza aus der Tschechoslowakei in die Bundesrepublik Deutschland. 1981 legte er das Abitur am Gymnasium in Bad Waldsee ab. Von 1981 bis 1988 studierte er Geschichte und Politikwissenschaft an den Universitäten Konstanz und Wien. Von 1989 bis 1992 arbeitete er als wissenschaftliche Hilfskraft bei Helmut Maurer an der Universität Konstanz und im Stadtarchiv Konstanz. 1994 erfolgte die Promotion zum Dr. phil. an der Universität Konstanz mit einer landesgeschichtlichen Dissertation über Die Herren von Wallsee. Geschichte eines schwäbisch-österreichischen Adelsgeschlechts (1171–1331) bei Helmut Maurer und Othmar Hageneder. Von 1992 bis 1995 absolvierte er den Lehrgang und die Archivarsausbildung am Institut für Österreichische Geschichtsforschung in Wien und legte seine schriftliche Staatsprüfungsarbeit über hussitischen Manifeste vor. Außerdem arbeitete er von 1992 bis 1996 im DFG-Projekt „Repertorium Fontium Hussiticarum“ (Beschreibungen mittelalterlicher Handschriften böhmischer Provenienz der Österreichischen Nationalbibliothek Wien) der Universität Konstanz mit. Von 1997 bis 1998 war er Lektor am Historischen Seminar der Universität Leipzig und arbeitete 1996 bis 1998 im DFG-Projekt „Die Entwicklung frühparlamentarischer ständischer Konsenssysteme als ostmitteleuropäisches Staatsmodell (16./17. Jahrhundert)“ am Geisteswissenschaftlichen Zentrum Geschichte und Kultur Ostmitteleuropas (GWZO) Leipzig. Von 1998 bis 2012 leitete er die Arbeitsgruppe Regesta Imperii des Instituts für Mittelalterforschung der Österreichischen Akademie der Wissenschaften in Wien. Er bearbeitete die Urkunden König Konrads III. (1138–1152) und arbeitet seitdem an den Urkunden König Wenzels (1376–1419). Von 1999 bis 2004 war er Lektor am Institut für Geschichte der Universität Wien. Seit 2005 ist er Lektor am Historischen Institut und am Institut für Historische Hilfswissenschaften und Archivwesen der Masaryk-Universität Brünn. Für seine Initiativen zur tschechisch-österreichischen wissenschaftlichen Zusammenarbeit erhielt er 2021 die Ehrenmedaille der Philosophischen Fakultät der Masaryk-Universität und wurde aus Anlass seines sechzigsten Geburtstags mit einer Festschrift geehrt. Seine Forschungsschwerpunkte sind das mitteleuropäische Mittelalter und Wissenschaftsgeschichte des 20. Jahrhunderts. Er ist Mitarbeiter der Österreichischen Akademie der Wissenschaften.

## Schriften (Auswahl)
Monographien
- Die Herren von Wallsee. Geschichte eines schwäbisch-österreichischen Adelsgeschlechts (1171–1331). Linz 1995.

Herausgeberschaften
- Propaganda, Kommunikation und Öffentlichkeit (11.–16. Jahrhundert). Wien 2002.
- mit Paul Herold: Wege zur Urkunde – Wege der Urkunde – Wege der Forschung. Beiträge zur europäischen Diplomatik des Mittelalters. Wien 2005.
- Österreichische Historiker. Lebensläufe und Karrieren 1900–1945. Wien 2008.
- Regesta Imperii. Teil 11: Regesten Kaiser Sigismunds (1410–1437). Nach Archiven und Bibliotheken geordnet. Bd. 1, nach Wilhelm Altmann neubearb. von Petr Elbel, Wien 2012; Bd. 2, Wien 2015; Bd. 3, Wien 2016.
- mit Alexandra Kaar: Kaiser Sigismund (1368–1437). Zur Herrschaftspraxis eines europäischen Monarchen. Wien 2012.